# 福井県道125号森田停車場線
福井県道125号森田停車場線（ふくいけんどう125ごう もりたていしゃじょうせん）は福井県福井市内に終始する主要地方道と駅および一般県道とを結ぶ一般県道である。

## 路線概要
森田駅と主要地方道である福井県道30号を結ぶ役割を担う路線である。この駅は福井市北部の主要駅であり、福井市市街地のベッドタウンとなっているため、利用客数も多く重要な路線である。また福井県道126号と合わせて利用することで福井県道30号と福井県道5号を結ぶ役割も担っている。この役割りはここ以南では国道416号まで果たす県道が無いため、その点でも重要な路線といえるだろう。

### 路線データ
- 起点：福井県福井市栄町
- 終点：同上

## 道路状況
他に数本ある停車場線と同様に指定区間が非常に短いのが特徴である。また終点で接続する福井県道126号と上手く使い分けることによって駅の東西両側どちらからでも利用しやすい駅となっている。そして当該路線は駅東側を担当しておりフェニックス通りからの利用を誘導している。こちら側からの利用の方が多いので、やや混雑が見込まれる道路である。

## 接続路線
- 福井県道126号森田停車場中角線（福井市栄町・森田停車場、起点）
- 福井県道30号福井丸岡線＜現道＞（北方向は福井県道112号栃神谷鳴鹿森田線重複）（福井市栄町・森田駅前交差点、終点）

## 沿線
- ハピラインふくい線 森田駅